# Con d'Abrams

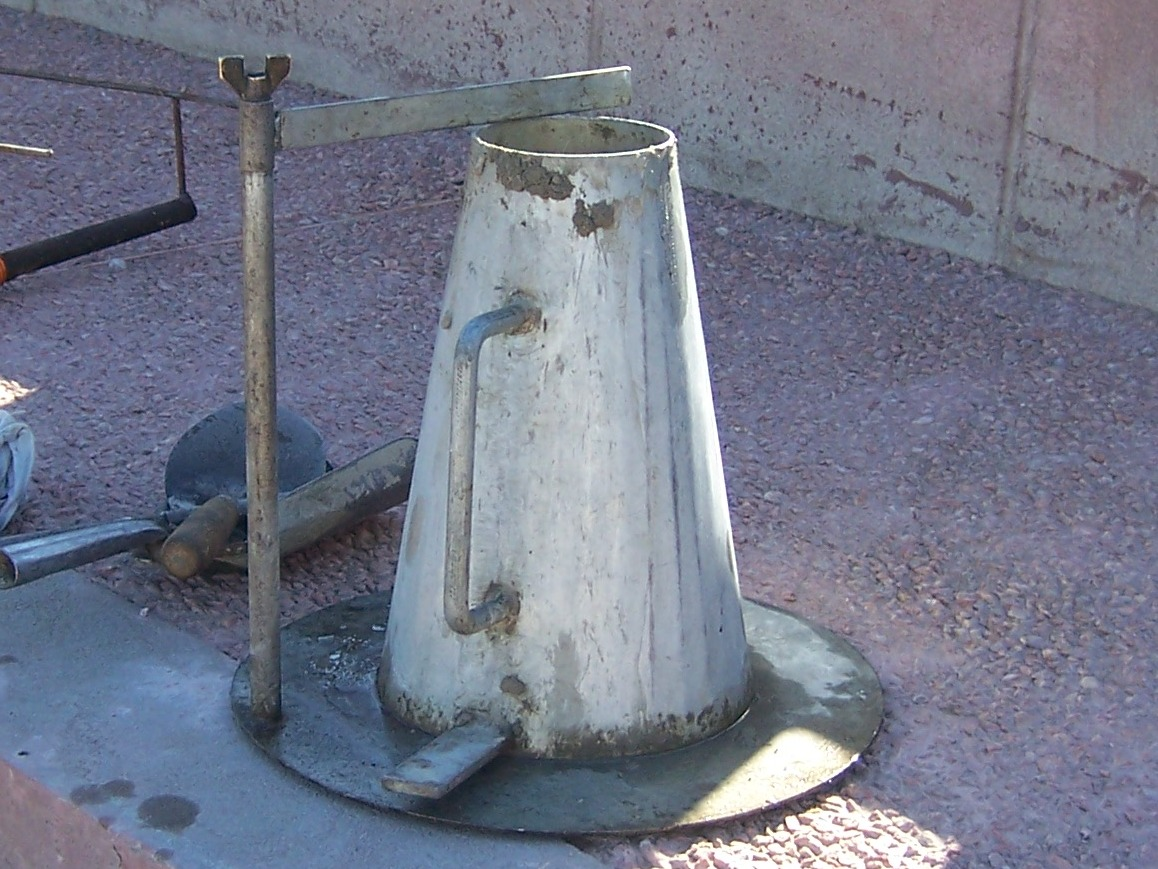
Con d'Abrams amb els seus elements: el motlle troncocònic i la planxa de subjecció.

El con d'Abrams és l'assaig que es realitza al formigó en el seu estat fresc, per a mesurar la seva consistència; un paràmetre que valora la seva capacitat d'omplir un motlle i envoltar completament les armadures sense deixar buits.
L'assaig consisteix a omplir un motlle metàl·lic troncocònic de dimensions normalitzades, en tres capes piconades amb 25 cops de vareta i, després d'enretirar el motlle, mesurar l'assentament que experimenta la massa de formigó col·locada al seu interior. Aquesta mesura es complementa amb l'observació de la forma d'ensorrar-se del con de formigó mitjançant cops laterals amb la vareta.

## Procediment

### Ompliment

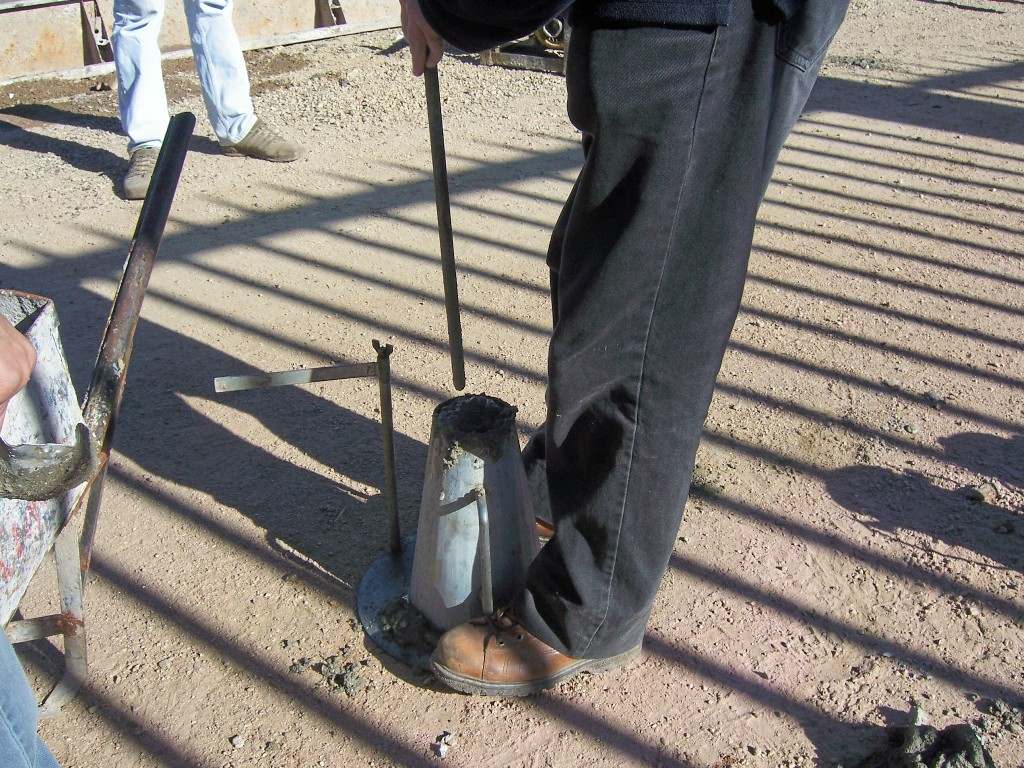
Ompliment.

La quantitat de formigó necessària per efectura aquest assaig no serà inferior a 8 litres.
- Es neteja i humiteja amb aigua el motlle i la planxa de suport. No es permet, per aquesta tasca, la utilització d'olis ni greixos.
- Es col·loca el motlle sobre la planxa de suport horitzontal.
- L'operador se situa sobre les ales del motlle, evitant així que es mogui mentre s'omple.
- S'omple el motlle en tres capes d'aproximadament igual volum i es picona cada capa amb 25 cops de vareta distribuïts uniformement.

La capa inferior s'omple fins aproximadament 7 cm d'alçada i la capa mitjana fins aproximadament 16 cm d'alçada.

### Piconament
Per piconar la capa inferior hom donarà cops seguint el perímetre i amb la vareta lleugerament inclinada. Per piconar la capa mitjana i superior hom donarà els cops de manera que la vareta entri en la capa de sota. Durant el piconament de la darrera capa caldrà mantenir en tot moment un excés de formigó que sobresurti del motlle.
- S'enrasa la superfície de la capa superior i es neteja el formigó que hagi caigut a l'entorn del motlle.
- Immediatament després hom deixa de trepitjar les ales del motlle i aixeca verticalment el motlle amb les mans, agafant-lo amb les nanses. L'operació s'ha de realitzar sense pertorbar al formigó i en un temps d'entre 5 i 12 segons.
- Tota l'operació d'ompliment i aixecament del motlle no ha de durar més de 3 minuts.

### Mesura de l'assentament

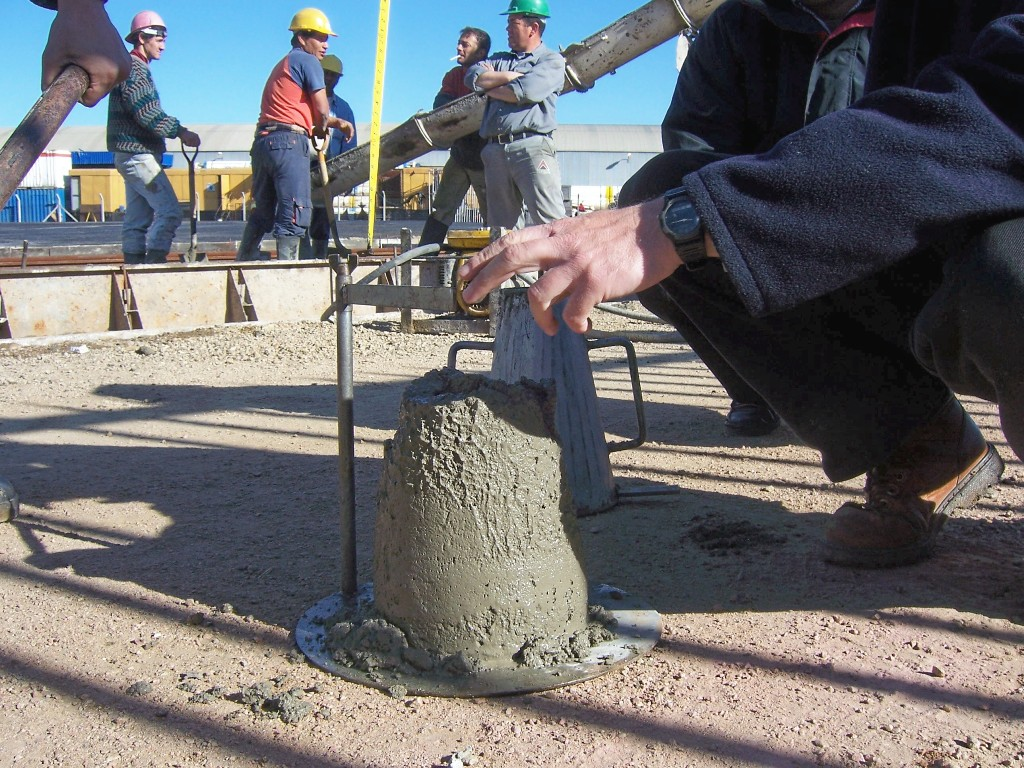
Mesura de l'assentament.

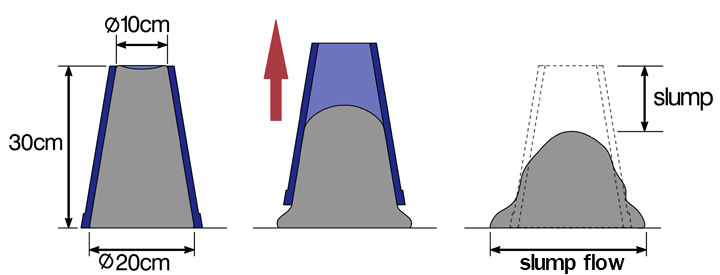
Mesura de l'assentament del formigó.

Un cop enretirat el motlle, es mesura immediatament la disminució d'alçada de la massa de formigó respecte al motlle, arrodonint a mig centímetre. La mesura s'ha de fer sobre l'eix central del motlle en la seva posició original.